# Ichthyophis kohtaoensis
Espèce
Statut de conservation UICN

 LC  : Préoccupation mineure
Ichthyophis kohtaoensis est une espèce de gymnophiones de la famille des Ichthyophiidae.

## Répartition
Cette espèce se rencontre en Thaïlande, au Laos et au Cambodge.

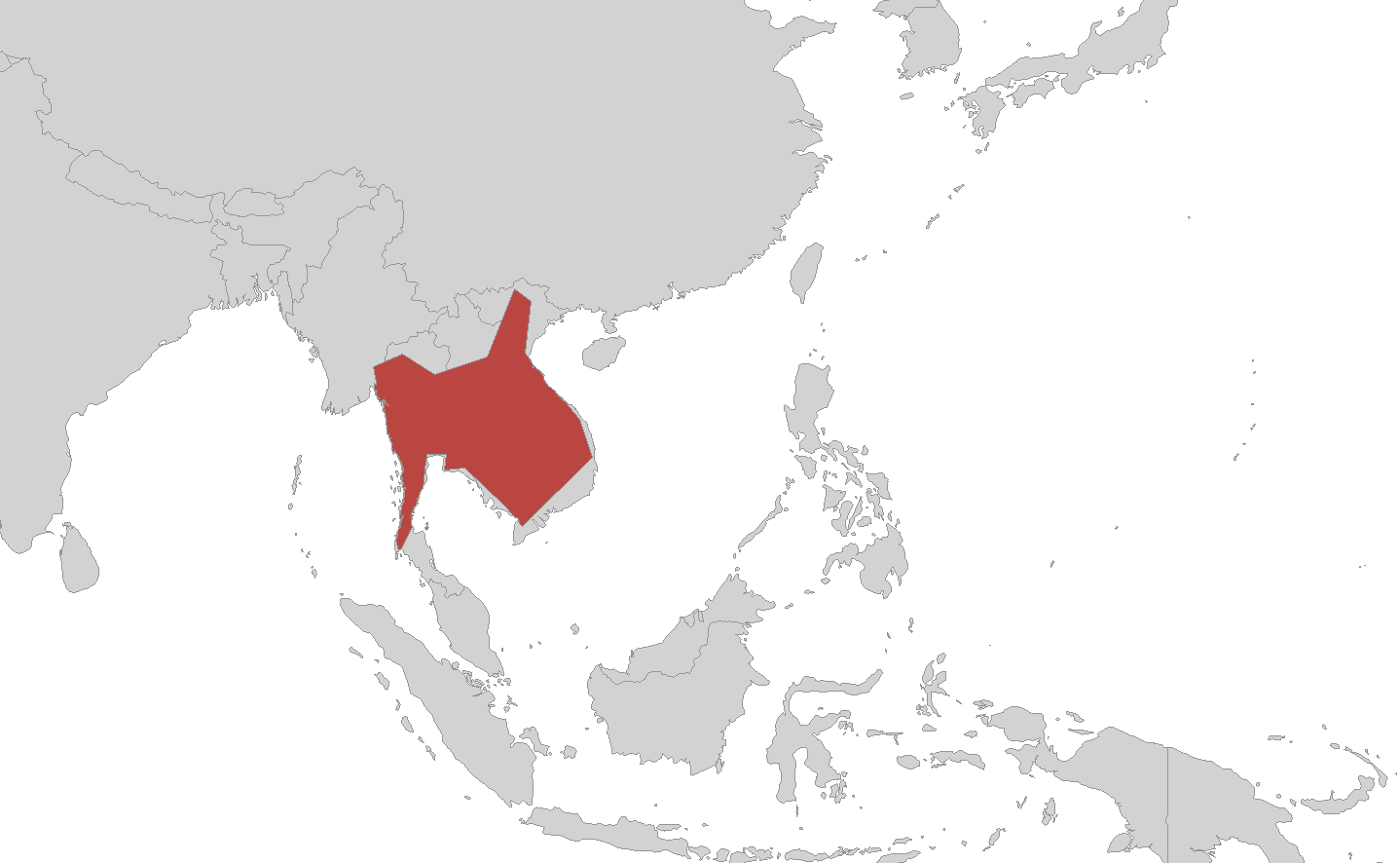
Aire de répartition de l'ichthyophis kohtaoensis

## Étymologie
Son nom d'espèce, composé de kohtao et du suffixe latin -ensis, « qui vit dans, qui habite », lui a été donné en référence au lieu de sa découverte, l'île de Koh Tao.

## Publication originale
- Taylor, 1960 : On the caecilian species Ichthyophis glutinosus and Ichthyophis monochrous, with description of related species. University of Kansas Science Bulletin, vol. 40, no 4, p. 37-120 (texte intégral).